# Top-Level-Domain
Top-Level-Domain (englisch für ‚Bereich oberster Ebene‘, Abkürzung TLD) bezeichnet die höchste Ebene der Namensauflösung in nicht-numerischen Internet-Adressen.

## DNS

Schematische Darstellung der DNS-Hierarchie:
* Root-Domain (eigentlich leer, durch Punkt dargestellt)
* Top-Level-Domains (org)
* Second-Level-Domains (wikipedia)
* Third-Level-Domains (de)

Im Domain Name System (DNS) werden die Namen und damit auch die TLDs referenziert und aufgelöst, also einer eindeutigen IP-Adresse zugeordnet. Der Domain Name Registrar legt dabei im Rahmen der Domain-Registrierung einen Datenbank-Eintrag über den Inhaber an, der Whois-Abfragen über das gleichnamige Protokoll ermöglicht, ähnlich einem Telefonbuch.
Ist der vollständige Domain-Name eines Servers beziehungsweise einer Website beispielsweise www.example.com., so entspricht die Buchstabenkombination .com der Top-Level-Domain dieses Namens.
Der letzte Abschnitt (vor dem abschließenden Punkt der FQDN = Root-Domain) einer Domain im Internet stellt die höchste Ebene der Namensauflösung dar.

### Abschließender Punkt
“Strictly speaking, a fully qualified domain name would include every label, including the zero-length label of the root; such a name would be written ‘www.example.net.’ (note the terminating dot). But, because every name eventually shares the common root, names are often written relative to the root (such as ‘www.example.net’) and are still called ‘fully qualified’.”

„Streng genommen würde ein voll qualifizierter Domainname alle Bezeichnungen inklusive der Null-Längen-Bezeichnung des Wurzelverzeichnisses beinhalten; geschrieben als ‚www.example.net.‘ (Bitte den abschließenden Punkt beachten). Aber, da jeder Name schlussendlich das [gleiche] Wurzelverzeichnis teilt, werden Namen oft relativ zum Wurzelverzeichnis geschrieben (wie ‚www.example.net‘) und gelten dennoch als ‚voll qualifiziert‘.“

## Klassifizierung
TLDs werden von der Internet Assigned Numbers Authority (IANA) in zwei Hauptgruppen und einen Sonderfall unterteilt (Stand 2019):
- länderspezifische TLDs:
  - country-code TLDs (ccTLDs)
  - internationalisierte länderspezifische Top-Level-Domains – Internationalized Domain Name country-code TLDs (IDN ccTLDs)
- allgemeine TLDs: generic TLDs (gTLDs),
  - sponsored TLDs (sTLDs) und unsponsored TLDs (uTLDs)
  - internationalisierte Top-Level-Domains
- die Infrastruktur-TLD (iTLD) .arpa (Sonderfall) und das (jedoch nie in Gebrauch gewesene) .root

Nicht mehr in Gebrauch sind die Sonderfälle .bitnet und .uucp.
Eine Liste aller Top-Level-Domains findet sich auf der Internetseite der IANA, siehe Abschnitt Weblinks „Root Zone Database“.

## Generische Top-Level-Domains
Die generischen Top-Level-Domains (gTLD) werden nach gesponserten (sTLD) und nicht gesponserten (uTLD) unterschieden. Die (sehr viel wichtigeren) nicht gesponserten Domains stehen unter der direkten Kontrolle von ICANN und der Internet Society. Die gesponserten Domains werden von unabhängigen Organisationen kontrolliert und finanziert. Diese Organisationen haben das Recht, eigene Richtlinien für die Vergabe von Domainnamen anzuwenden. Ein Beispiel ist .mil. Diese Domain wird ausschließlich vom US-amerikanischen Militär genutzt.
Die mit großem Abstand meist gebrauchte TLD ist .com (ca. 160 Millionen registrierte Domains, Stand 2025). Ursprünglich wurde sie von US-amerikanischen Unternehmen verwendet, heute ist sie aber weltweit verbreitet.

### Nicht gesponserte Domains (uTLD)
Nicht gesponserte Top-Level-Domains (englisch unsponsored top-level domain, Abk. uTLD) werden von einer bestimmten Gruppe verwendet. Sie bestehen aus drei oder mehr Zeichen und stehen für einen Begriff, der diese Gruppe auszeichnet.
| TLD   | Bedeutung     | Anspruchsberechtigung | DNSSEC |
| ----- | ------------- | --- | ------ |
| .arpa | arpanet       | TLD des ursprünglichen Arpanets, jetzt verwendet als Address and Routing Parameter Area. Von der IANA wird diese TLD als „Infrastruktur-Domain“ bezeichnet.                                         | ja     |
| .biz  | business      | Nur für kommerzielle Verwendung;Trotzdem für jeden frei zugänglich. Von der IANA generic-restricted (generisch eingeschränkt) bezeichnet.                                                           | ja     |
| .com  | commercial    | Ursprünglich nur für Unternehmen, seit längerem für jeden frei zugänglich | ja     |
| .info | information   | Für Informationsanbieter gedacht, aber von Anfang an für jeden frei zugänglich. | ja     |
| .name | name          | Nur für natürliche Personen oder Familien (Privatpersonen); ist aber für jeden frei zugänglich. Von der IANA generic-restricted (generisch eingeschränkt) bezeichnet.                               | nein   |
| .net  | network       | Ursprünglich für Netzverwaltungseinrichtungen, heute frei für jeden. | ja     |
| .org  | organization  | Für nichtkommerzielle Organisationen (Non-Profit-Organisationen), seit 2003 frei für jeden. | ja     |
| .pro  | professionals | Für „qualifizierte Fachkräfte“ (einige wenige Berufsgruppen), welche sich durch „geeignete Zertifikate“ als solche ausweisen. Von der IANA generic-restricted (generisch eingeschränkt) bezeichnet. | nein   |

Aufgrund der liberalen Vergabe für die TLD .com, .net, .org sowie (mit kleineren Einschränkungen) .biz und (neuerdings) .name sind die ursprünglichen Bedeutungen dieser TLDs weitgehend abhandengekommen. Eine derartige TLD weist nicht notwendigerweise auf einen entsprechenden Gebrauch hin. So wird etwa die eigentlich für nichtkommerzielle Organisationen gedachte .org-TLD heute auch gelegentlich von kommerziellen Anbietern verwendet. Weiterhin verwenden internationale, nicht-kommerzielle Websites gerne .net (oder .org), um weder auf eine länderspezifische TLD noch auf das verbreitete .com zurückgreifen zu müssen. Während .org von der IANA mittlerweile nur noch als generic TLD gelistet wird, werden die TLDs .biz, .name und .pro vorläufig (Stand August 2019) noch als generic-restricted (generisch eingeschränkt) klassifiziert.

### Gesponserte Domains (sTLD)
Gesponserte Domains (englisch sponsored top-level domain, Abk. sTLD) werden von bestimmten Unternehmen oder Organisationen vorgeschlagen, die diese Namensräume gemäß detailliert ausgearbeiteter Richtlinien betreiben und auch Kontroll- und Sanktionsrechte haben, mit denen die bestimmungsgemäße und rechtmäßige Verwendung der registrierten Namen durch die Anbieter sichergestellt werden soll. Beispielsweise ist die TLD .aero von SITA gesponsert, die die Nutzung auf Inhalte der Luftfahrt beschränkt, oder die Nutzung von .mobi-Namen daran gebunden, dass der Website-Anbieter die Einhaltung bestimmter Richtlinien sicherstellt, die für die geräteunabhängige Nutzung von Web-Inhalten als elementar angesehen werden, so dass z. B. Mobiltelefone diese Inhalte darstellen können.
| TLD     | Bedeutung         | Anspruchsberechtigung | Sponsor                                                    | DNSSEC |
| ------- | ----------------- | --- | ---------------------------------------------------------- | ------ |
| .aero   | aeronautics       | In der Luftfahrt tätige Organisationen | Société Internationale de Télécommunications Aéronautiques | nein   |
| .asia   | asia              | Personen und Unternehmen, die sich innerhalb der ICANN-Region Asien/Australien/Pazifik befinden (seit Oktober 2007 für jeden zugänglich) |                                                            | ja     |
| .app    | application       | Gedacht für Apps, jedoch herrscht keine Verpflichtung, es auch nur für solche zu nutzen. HTTPS ist verpflichtend. | Google                                                     | ja     |
| .cat    | catalan           | Katalanische Sprache und Kultur | Fundació puntCAT                                           | ja     |
| .coop   | cooperatives      | Genossenschaften | Dot Cooperation LLC                                        | nein   |
| .edu    | educational       | Seit 2001 beschränkt auf Bildungseinrichtungen, die von einer vom Bildungsministerium der Vereinigten Staaten anerkannten Akkreditierungsagentur akkreditiert sind. Bis auf einige wenige Institutionen, die schon vorher eine .edu-Domain hatten und Bestandsschutz genießen, sind dies fast ausschließlich US-Colleges und -Universitäten. |                                                            | ja     |
| .gov    | government        | Nur Regierungsorgane der USA |                                                            | ja     |
| .int    | international     | Multinationale Organisationen | IANA                                                       | nein   |
| .jobs   | jobs              | Nur Unternehmen mit Stellenangeboten |                                                            | nein   |
| .mil    | military          | Nur militärische Einrichtungen der USA |                                                            | ja     |
| .mobi   | mobile            | Zur Kenntlichmachung von Diensten, die die Nutzung durch mobile Endgeräte explizit unterstützen | mTLD Top Level Domain Limited                              | nein   |
| .museum | museums           | Museen | Museum Domain Management Association                       | ja     |
| .post   | postal            | Post und Logistikunternehmen | Weltpostverein                                             | ja     |
| .tel    | telecommunication | Standardisierte Speicherung und Veröffentlichung von Kontaktdaten; Speichert Daten direkt im Domain Name System als NAPTR und TXT record |                                                            | nein   |
| .travel | travel            | Reise-Industrie (beispielsweise Reisebüros, Fluggesellschaften etc.) |                                                            | nein   |
| .xxx    | sex               | Erotische und sexuelle Inhalte | ICM Registry                                               | nein   |

### Neue Domains
Am 26. Juni 2008 beschloss die ICANN eine Lockerung der Regeln für neue gesponserte Domains. In den folgenden Monaten wurden hierzu Regeln und der Bewerbungsprozess erarbeitet. Am 20. Juni 2011 verabschiedete die ICANN in Singapur ein Antragsverfahren für neue generische Top-Level-Domains (gTLD). Zwischen dem 12. Januar 2012 und dem 30. Mai 2012 konnten sich Interessenten um eine neue TLD bewerben. Am 13. Juni 2012, dem sogenannten Reveal Day veröffentlichte die ICANN eine Liste, für welche neuen gewünschten Top Level Domains von welchen Bewerbern Anträge vorgelegt wurden. In einem Zeitraum von etwa zwei Jahren wollte die ICANN die Vorschläge prüfen und über etwaige Zulassungen entscheiden. Am 23. Oktober 2013 wurden schließlich die ersten vier neuen Top-Level-Domains in Betrieb genommen, in den nächsten Jahren kamen hunderte weitere Top-Level-Domains hinzu. Zugelassene und genutzte Top-Level-Domains diesen neuen Typs sind etwa .berlin, .koeln und .swiss.

### Spezialfälle
Es gibt einige, meist historische, Spezialdomains oder Pseudo-Domains sowie für bestimmte Zwecke reservierte Namen, für die aus unterschiedlichen Gründen keine TLD eingerichtet werden:
| Domain     | Verwendungszweck | DNSSEC |
| ---------- | --- | ------ |
| .arpa      | Die Domain wird heute als Infrastrukturdomain für technische Zwecke im DNS und einige andere Aufgaben verwendet und von der IANA verwaltet. Sie sollte ursprünglich nur eine temporäre Lösung bei der Einrichtung des DNS im Internet sein, jedoch stellte sich die spätere Auflösung dieser Domain als unpraktisch heraus. Die Subdomain in-addr.arpa ist weltweit im Einsatz, um das Auflösen einer IPv4-Adresse in einen Domainnamen (reverse lookup) zu ermöglichen, bei IPv6 wird für den gleichen Zweck ip6.arpa benutzt. Eine weitere Subdomain, e164.arpa, wird für ENUM, die Adressierung von Internet-Diensten über Telefonnummern, verwendet (Stichwort Voice-over-IP). | ja     |
| .bit       | .bit ist eine Pseudo-Top-Level-Domain des Namecoin-Projektes. Sie ist nicht von der ICANN zugelassen und somit kein Bestandteil des entsprechenden offiziellen DNS. | —      |
| .bitnet    | Die Domain wurde in der frühen Zeit des Internets genutzt, als einige technisch unterschiedliche Netze nebeneinanderher betrieben wurden. Es handelte sich um einen von IBM gesponserten Zweig des Netzes, um Machbarkeit zu demonstrieren; der Name bedeutet because it’s time - net. | —      |
| .example   | Diese Domain ist laut RFC 2606 reserviert für Beispiele in Texten, Dokumentationen und Ähnlichem. Sie wird nicht vergeben, ebenso wie die Second-Level-Domains example.com, example.net, example.org, so dass z. B. automatisch generierte Links in Onlinedokumenten nicht auf reale Domains verweisen. | —      |
| .invalid   | Diese Domain ist per RFC 2606 und 6761 reserviert als Beispiel für eine garantiert nicht vorhandene Domain. Sie kann beispielsweise für Softwaretests eingesetzt werden. | —      |
| .local     | Diese Domain wird bei Multicast DNS für Link-Local-Adressen verwendet. | —      |
| .localhost | localhost wird bei den meisten Rechnern für deren Loopback Device lokal verwendet. Deshalb wird sie laut RFC 2606 und 6761 nicht anderweitig vergeben, da sie in der Regel ohnehin nicht erreichbar wäre. | —      |
| .nato      | .nato existierte ursprünglich für die NATO, wurde allerdings aufgegeben, nachdem für diese die Domain .nato.int registriert worden war. | —      |
| .onion     | .onion ist eine Special-Use-Top-Level-Domain zur Nutzung von hidden services (deutsch ‚versteckte Dienste‘) im Anonymisierungsdienst The Onion Routing (Tor). Die .onion-Adressen sind nicht Bestandteil des DNS, können aber von Anwendungen interpretiert werden, wenn sie durch einen Proxy in das Tor-Netzwerk gesendet werden. | —      |
| .root      | Die Domain „vrsn-end-of-zone-marker-dummy-record.root“ existierte bis zur Einführung von DNSSEC in der Root Zone. Zweck ihrer Existenz war ein einfacher Test, ob die Root Zone bei einem Zonen-Transfer vollständig übertragen wurde, was möglich war, da die Domain der letzte Eintrag der Zone war. | —      |
| .test      | Diese Domain ist laut RFC 2606 und 6761 reserviert für Tests und wird offiziell nicht vergeben, kann aber lokal genutzt werden. | —      |
| .uucp      | Diese Domain war lange Zeit eine Pseudo-Domain in TCP/IP-Netzen für Rechner im uucp mapping project, die keine eigene Internet-Domain besaßen oder als Gateways fungierten. In der Regel waren diese Rechner nur über Telefonmodemverbindungen oder nur passiv erreichbar. | —      |

## Länderspezifische Top-Level-Domains (ccTLD)

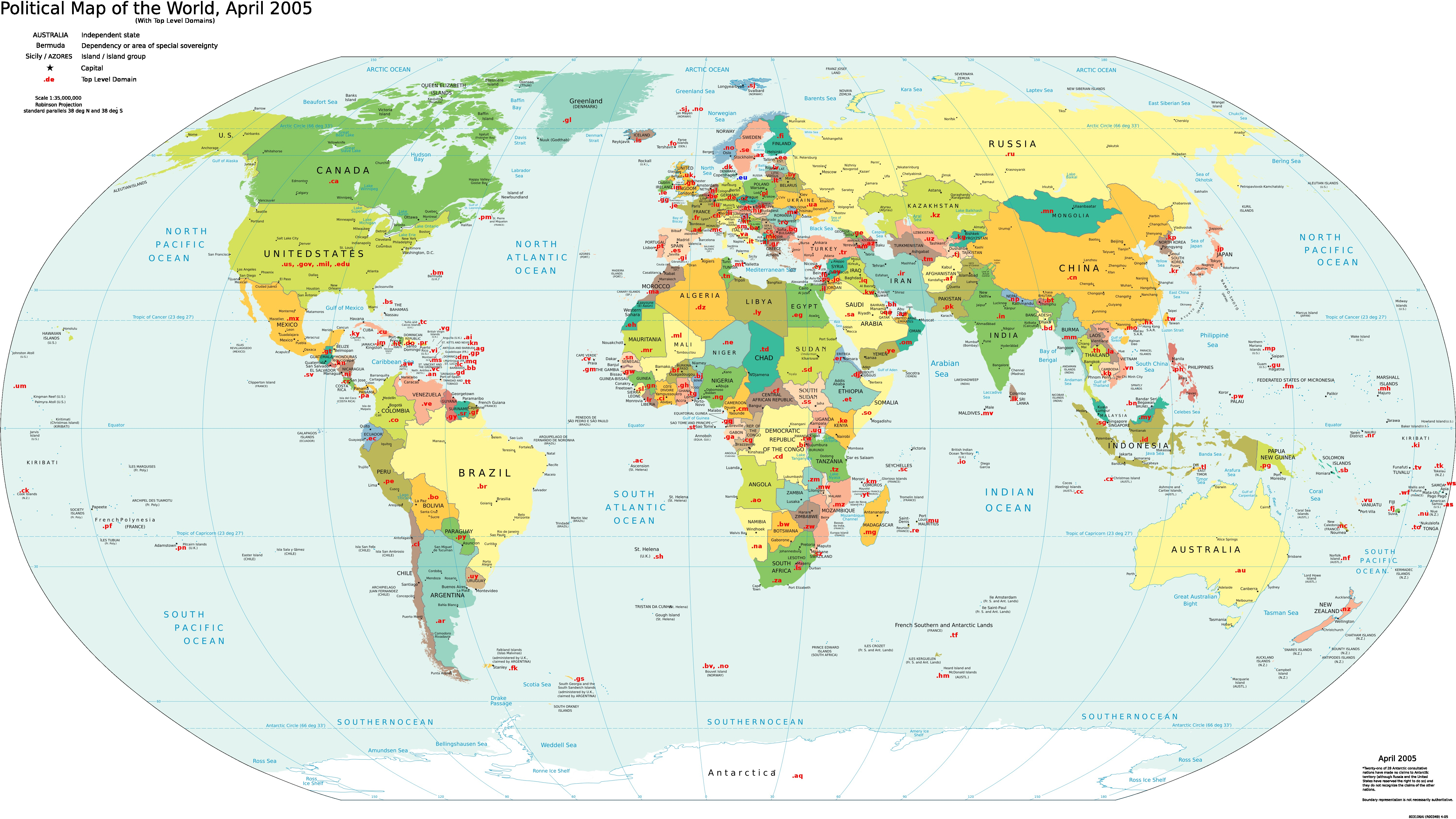
Weltkarte mit eingetragenen ccTLDs

Es gibt über 200 ccTLDs (cc = country code), dabei ist jedem Land genau ein Zwei-Buchstaben-Code (ALPHA-2) nach ISO 3166 zugeordnet. Daneben gibt es häufig eigene ccTLDs für abhängige Gebiete, die meist geographisch vom Mutterland getrennt sind.

### Ausnahmen
- Das Vereinigte Königreich benutzt die TLD .uk, obwohl nach ISO seine Kodierung GB lautet (GB,GBR,826). Zusätzlich wurde durch die ISO aber auch ausnahmsweise die Kodierung UK reserviert. Die TLD .gb ist ebenfalls reserviert, wird aber zurzeit wohl nicht genutzt.
- Die Europäische Union benutzt mit .eu eine ccTLD,[12] obwohl sie kein eigenständiger Staat ist. Die Kodierung EU wurde jedoch durch die ISO 3166 Maintenance Agency ausnahmsweise mit dieser Bedeutung reserviert. Dies erfolgte durch eine Sonderentscheidung aufgrund eines festgestellten praktischen Bedarfs.[13] Im Unterschied zu Staaten hat die EU aber weder eine Drei-Buchstaben- noch eine Drei-Ziffern-Kodierung. Ihre Mitgliedsländer behalten weiterhin ihre eigenen ccTLDs, und es werden auch keine länderspezifischen Subdomains von .eu eingeführt.

### Änderungen
- .dd wurde für die DDR vorgesehen, jedoch ausschließlich intern bei den Universitäten in Jena und Dresden benutzt. Es gab keine DNS-Delegation in den Root-Nameservern der IANA, die Top-Level-Domain .dd wurde nach der  Wiedervereinigung durch .de der Bundesrepublik Deutschland ersetzt.[14]
- .cs wurde früher für die Tschechoslowakei verwendet. Diese TLD war später für den inzwischen aufgelösten Staatenbund aus Serbien und Montenegro vorgesehen. Wegen Namenskonflikten mit weiterhin existierenden Websites und E-Mail-Adressen der Tschechoslowakei wurde dies aber offenbar nicht auf den Servern implementiert.[15] Stattdessen wurde für Serbien und Montenegro .yu weiterhin benutzt. Mit dem Zerfall in die Einzelstaaten und deren Domains .rs und .me hat sich die Angelegenheit erledigt. Zukünftig wird .cs nicht mehr benötigt. Die nach der Trennung der Tschechoslowakei verwendeten Kürzel sind .cz für Tschechien und .sk für die Slowakei.
- .zr für Zaire wurde 2004 aus den Root-Servern entfernt (jetzt .cd).
- .um für die United States Minor Outlying Islands war zwar dem Registrar und Betreiber University of Southern California Information Sciences Institute zugeordnet, aber nie benutzt. Daher wurde in Absprache mit der ICANN, der United States Department of Commerce – National Telecommunications and Information Administration (NTIA) und dem Betreiber die .um-Domäne 2008 in einen nicht belegten Status zurückgesetzt. Dabei wurde vereinbart, dass die ICANN ohne Rücksprache mit der US-Regierung und deren vorheriger Zustimmung keine Maßnahmen in Bezug auf die künftige Verwendung der .um-Domäne ergreifen soll.[16] Seitdem wird .um von der IANA in der Root Zone Database als „Not assigned“ (Nicht zugewiesen) gelistet (Stand 2025).[17]
- .yu für Jugoslawien wurde zum 30. September 2009 aufgelöst (seit 30. März 2010 nicht mehr erreichbar[18]), da sie durch die beiden Domainendungen .rs für Serbien und .me für Montenegro ersetzt wurde.
- .an für Niederländischen Antillen wurde wegen deren Auflösung 2010 zum 31. Juli 2015 endgültig gelöscht.[19] Ersetzt wurde .an durch die Aufnahme der Top-Level-Domains .bq (für die zu den Besonderen Gemeinden der Niederlande gewordenen drei „Inselgebiete“ Bonaire, Sint Eustatius und Saba) sowie .cw für Curaçao und .sx für Sint Maarten (beide Karibikinseln nunmehr autonome Länder innerhalb des Königreichs der Niederlande), in die Root Zone durch die ICANN am 20. Dezember 2010.[20]

### Auslaufend
Einige veraltete TLDs sind aus Gründen der Erreichbarkeit noch aktiv:
- In Russland wird neben .ru auch .su (Sowjetunion) betrieben. Es werden auch nach Auflösung der Sowjetunion neue Domains unter .su registriert.[21] Dazu gehören auch Präsenzen aus dem deutschen Rhein-Sieg-Kreis (Kfz-Kennzeichen SU).
- Osttimor wechselte von .tp auf .tl und betrieb für eine Übergangszeit bis 2015 beide TLDs.

### Ungenutzt
Zugeteilt, aber ungenutzt sind zurzeit:
- .bq für die Karibischen Niederlande (Bonaire, Sint Eustatius und Saba)
- .eh für Westsahara.

### Noch nicht zugeteilt
Folgende ccTLDs wurden noch nicht zugewiesen:
- .bl Saint-Barthélemy
- .mf Saint-Martin

### Bedingungen der Zuteilung
Jedes Land hat das Recht, eigene Vergaberichtlinien für seine Domain festzulegen. Diese werden in der weit überwiegenden Zahl von den Vergabestellen eigenständig aufgrund von technischen Notwendigkeiten und rechtlichen Anforderungen aufgestellt und können sich erheblich voneinander unterscheiden.
So musste beispielsweise für die Registrierung unter der französischen TLD .fr ursprünglich ein Wohn- oder Unternehmenssitz in Frankreich (seit dem 6. Dezember 2011 in der Europäischen Union) nachgewiesen werden.
In Deutschland wurde am 23. Oktober 2009 mit der Zuteilung ein- und zweistelliger sowie nur aus Ziffern bestehender Domains mit .de begonnen.
Bis dahin musste die .de-Domain mindestens aus drei Zeichen bestehen, und eines davon musste ein Buchstabe sein. Aus der Anfangszeit des Internets gab es drei zweistellige Domains: db.de, hq.de und ix.de. (Die für lange Zeit vierte Zwei-Buchstaben-Domain bb.de war zur Zeit der Regelung nicht mehr registriert.) Volkswagen klagte vor dem Oberlandesgericht Frankfurt am Main auf die Zuteilung der Domain vw.de, die dann auch zu dem Stichtag in Betrieb genommen wurde.
In der Schweiz haben nur die Kantone eine Domain mit zwei Zeichen, die sich aus dem offiziellen Kürzel ergibt (z. B. ar.ch, ge.ch, ur.ch, zh.ch). Daneben wird von der Bundeskanzlei die Domain ch.ch betrieben. Abgesehen von diesen Ausnahmen müssen Schweizer Domains aus mindestens drei Zeichen bestehen. Ausnahmen sind www.expo.02.ch (zur sechsten Schweizerischen Landesausstellung 2002) und die Domain au.ch der Gemeinde Au im Kanton St. Gallen.
In anderen Fällen sind für die zweite Namensebene nur wenige vorgegebene Namen möglich; der eigentliche Name wird dann als Third-Level-Domain definiert (z. B. example.co.uk). Ein Beispiel war die britische .uk-Domain, die bis zum 9. Juni 2014 nur die folgenden Second-Level-Domains zuließ:
- .ac.uk – academic, Bildungsinstitutionen wie Universitäten
- .co.uk – commercial
- .gov.uk – government, zentrale und regionale Regierungsorganisationen
- .ltd.uk – limited company
- .me.uk – Präsenzen von Einzelpersonen
- .net.uk – ISPs und andere Netzwerkunternehmen
- .nhs.uk – National Health Service, staatliches Gesundheitssystem und dessen Institutionen
- .nic.uk – Network Information Center, nur für die interne Netzwerkverwaltung
- .org.uk – non-profit Organisationen
- .plc.uk – public limited companies (börsennotierte Unternehmen)
- .sch.uk – Schulen

Darüber hinaus gibt es einige staatlich genutzte Second-Level-Domains wie .police.uk, .mod.uk (Ministry of Defence – Verteidigungsministerium), .british-library.uk (sowie .bl.uk – ebenfalls für die British Library) oder .parliament.uk. Diese stammen aus einer früheren Zeit und genießen Bestandsschutz.

## Zweckentfremdungen
Vor allem kleinere oder von Armut betroffene Staaten vermarkten ihre Domains, indem sie ihre Vergabepolitik sehr liberal handhaben und die Registrierung der Domains aktiv bewerben. Dabei entwickelt sich der Domainmarkt zu einem lukrativen Geschäft, da die Registrierungsgebühren teilweise deutlich über die tatsächlich anfallenden Kosten gesetzt werden.

### .co
Die Domain von Kolumbien wird auch statt der Endung .com eingesetzt, zum Beispiel mit der Bedeutung „Company“, „Commerce“, „Corporation“, „Community“, „Content“, „Connection“.

### .to
Einer der ersten Staaten, die ihre Domains frei registrieren ließen, war 1998 Tonga mit .to. Die Resonanz war sehr gut, denn zu dieser Zeit waren sehr viele kurze und prägnante Domains unter .com nicht mehr erhältlich, und andere ccTLDs hatten zum Teil sehr strenge Registrierungsbedingungen. Außerdem ergaben sich durch die Endung .to interessante Domainnamen, die sich gut in Kurz-URLs nutzen ließen, wie come.to oder go.to. Heute wird die TLD .to gerne für Torrent- oder Warezseiten verwendet, unter anderem auch deshalb, weil das NIC keine Inhaberabfragen erlaubt, so dass diese Domains anonym registriert werden können.

### .is
Zeitweise versuchte der sogenannte Islamischer Staat die .is Domain von Island für seine Zwecke zu verwenden. Die isländische Netzbehörde ISNIC löschte die Webseite khalifah.is nach wenigen Wochen und erklärte, arabischsprachige Webseiten mit .is-Domain in Zukunft sorgfältiger zu überwachen.

### Medien-Domains

#### .fm
Die TLD .fm der Föderierten Staaten von Mikronesien wird häufig im Rundfunkbereich genutzt. Die Abkürzung FM steht im Hörfunk für Frequenzmodulation, die im UKW-Rundfunk angewendet wird und üblicherweise mit diesem assoziiert wird.

#### .im
Die Assoziation einer Abkürzung wird beispielsweise auch von Webpräsenzen einiger Instant-Messaging-Dienste (kurz IM) verwendet, deren TLD .im auf die Isle of Man registriert ist, z. B. beim Instant Messenger Pidgin (pidgin.im).

#### .tv
Eine ebenfalls bekannte fremdgenutzte ccTLD ist .tv des Staates Tuvalu, die als Television vermarktet wird. Dazu wurde ein eigenes Unternehmen DotTV gegründet, das die Domain vermarktet und an dem der Staat Tuvalu Miteigentümer ist. Dieser Coup brachte dem Zwergstaat 50 Mio. US-Dollar ein, die in jährlichen Raten von 5 Mio. Dollar bezahlt werden. Tuvalu würdigt den Domainverkauf sogar mit einer eigenen Briefmarke. Tuvalus Regierung beschaffte von dem Geld IT-Infrastruktur für die wichtigsten staatlichen Einrichtungen.

#### .gg
Die ccTLD der britischen Insel Guernsey wird immer häufiger im Computerspielebereich genutzt, da dort die Abkürzung GG (Good Game) am Ende eines kompetitiven Spieles genutzt wird, um Sportlichkeit und Respekt gegenüber den Mitspielern auszudrücken.

### Geografische Gebiete
Auch Länder oder die Unternehmen, die deren TLDs vermarkten, versuchen einen Markt zu schaffen, indem Abkürzungen verwendet werden, die die Adresse in einen Kontext stellen sollen, der ursprünglich nicht gegeben war. So vermarktet ein Unternehmen die Domain .la (Laos) als Domain für Los Angeles.

#### Deutschland
.de: Die deutsche ccTLD wird ebenfalls von Anbietern aus Delaware benutzt.
Bundesländer
.by (Belarus): Diese ccTLD kann für Seiten mit bayerischem Hintergrund und einige Unternehmen in Bayern verwendet werden.
.sh (St. Helena): Einige in Schleswig-Holstein ansässige Unternehmen verwenden diese ccTLD.
.mv (Malediven): Einige in Mecklenburg-Vorpommern ansässige Unternehmen verwenden diese ccTLD.
Kreise und Kreisfreie Städte
Folgende Auflistung ist nur als Auswahl zu verstehen.
.ac (Ascension): Kfz-Kennzeichen AC von Aachen
.hm (Heard und McDonaldinseln): Kfz-Kennzeichen HM des Landkreises Hameln-Pyrmont
.hn (Honduras): Kfz-Kennzeichen HN von Heilbronn
.kn (St. Kitts und Nevis): Kfz-Kennzeichen KN von Konstanz
.la (Laos): Kfz-Kennzeichen LA von Landshut
.li (Liechtenstein): Kfz-Kreiskennzeichen LI von Lindau (Bodensee)
.mg (Madagaskar): Kfz-Kennzeichen MG von Mönchengladbach
.md (Republik Moldau): Kfz-Kennzeichen MD von Magdeburg
.ms (Montserrat): Kfz-Kennzeichen MS von Münster, Nordrhein-Westfalen
.mw (Malawi): Kfz-Kennzeichen MW von Mittweida
.ro (Rumänien): Kfz-Kennzeichen RO der kreisfreien Stadt Rosenheim
.rs (Serbien): Kfz-Kennzeichen RS der kreisfreien Stadt Remscheid

#### Schweiz
In der Schweiz, wo die Kantone immer zweibuchstabig abgekürzt sind, werden ccTLD teilweise benutzt, um Angebote mit Bezug zu einem Kanton zu vermarkten. So zum Beispiel:
.ag (Antigua und Barbuda): Kanton Aargau
.be (Belgien): Kanton Bern
.bs (Bahamas): Kanton Basel-Stadt
.gl (Grönland): Kanton Glarus
.gr (Griechenland): Kanton Graubünden
.lu (Luxemburg): Kanton Luzern
.sg (Singapur): Kanton St. Gallen
.sh (St. Helena): Kanton Schaffhausen

#### Österreich
.md (Republik Moldau): Bezirk Mödling in Niederösterreich
.st (São Tomé und Príncipe): Bundesland Steiermark

#### Italien
.bz (Belize): Bozen an Stelle von .bz.it
.st (São Tomé und Príncipe) als TLD für Südtirol
.to (Tonga): Torino an Stelle von .to.it

#### Spanien
.as (Amerikanisch-Samoa): Autonome Gemeinschaft Asturien

### Weitere Abkürzungen
.ag (Antigua und Barbuda): Die ccTLD dieses Inselstaates wird vom Betreiber neben der vorgesehenen Verwendung gezielt für Unternehmen im deutschsprachigen Raum beworben, um deren Rechtsform einer Aktiengesellschaft (AG) zu verdeutlichen.
.dj (Djibouti): nutzen mittlerweile einige DJs als Domain für ihren Internetauftritt.
.io (Britisches Territorium im Indischen Ozean): Als Abkürzung für „input/output“ (Eingabe und Ausgabe) häufig im Zusammenhang mit IT oder Technologie im Allgemeinen verwendet.
.kg (Kirgisistan): wurde eine Zeitlang deutschen und österreichischen Kommanditgesellschaften (Abkürzung KG) als Domain angeboten.
.sl (Sierra Leone): Seit 2008 wird diese ccTLD vermarktet und wurde vor allem von Anhängern der virtuellen Welt Second Life genutzt.
.tc (Turks- und Caicosinseln): In der Türkei oftmals für Türkiye Cumhuriyeti (Türkische Republik, eigentlich .tr) zweckentfremdet.
.tk (Tokelau): Von Telekommunikationsunternehmen („TK-Unternehmen“) zweckentfremdet.
.ws (Samoa): kann als „Website“ vermarktet werden, obwohl eine solche Abkürzung ungebräuchlich ist.

### Sonstige Beispiele

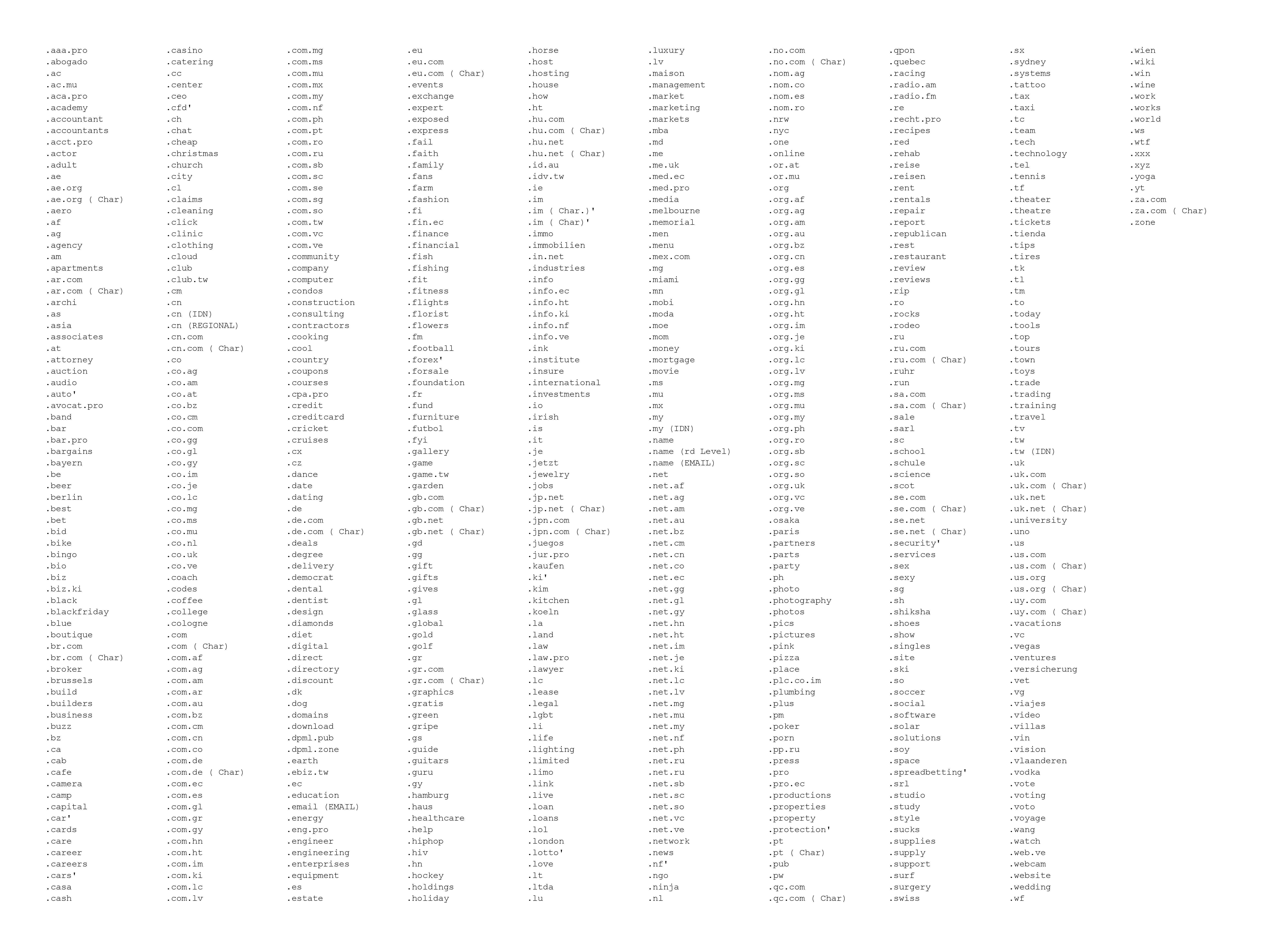
All Domains (Stand 2017)

Hier sind TLD aufgeführt, die keine Bedeutung als Abkürzung haben (wie alle oben aufgeführten), sondern aus anderen Gründen zweckentfremdet werden.
.it (Italien): Auf Englisch bedeutet it es, damit lassen sich Domains wie letsdo.it, want.it oder dergleichen generieren.
.me (Montenegro): Mit ihr lassen sich aussagekräftige Domains erstellen, wie z. B. love.me, contact.me usw. Jedoch können solche Domains nicht vom Interessenten registriert werden, sondern sie werden nach der offenen Registrierung versteigert.
.nu (Niue): Ungewöhnlich ist die Verwendung dieser Domain für die Seiten des Dresdner Kulturmagazins, die auf das im lokalen Regiolekt Dresdens gebräuchliche nu für „ja“ anspielt. Eine ähnliche Bedeutung hat die Domain in Schweden, Dänemark und den Niederlanden, da im Schwedischen, Dänischen und Niederländischen nu „jetzt“ bedeutet, sowie in den vielen englischsprachigen Ländern, wo es eine nicht rechtschreibkonforme Variante von new „neu“ ist. Hinzu kommt, dass .se-Domains (Schweden) dort früher für Privatpersonen nicht registrierbar waren. Französischsprachige Erotikseiten verwenden diese Endung gerne, da das Wort nu übersetzt nackt bedeutet.
.cc (Kokosinseln): ist sehr beliebt, da sie von jedermann registriert werden kann und das Whois-System minimalistisch ist (es wird nur der Domain-Registrar preisgegeben, wodurch der Domain-Betreiber faktisch anonym bleibt.)
Neben den hier genannten Domains gibt es noch eine Vielzahl von Domains mit fantasievollen Namen wie .creditcard, .futbol und vielem mehr. Im Bild rechts sind mehr als 600 Top-Level-Domains notiert. Welche dieser möglichen Domains wirklich verwendet werden, ist unbekannt.

## Technische und administrative Realisierung
Für jede Top-Level-Domain existiert eine Gruppe von Nameservern, die den gesamten Namensraum dieser Domain verwalten (meist mittels Delegationen auf weitere Server). Diese Domain-spezifischen Nameserver sind über die Root-Nameserver erreichbar. Außerdem existiert eine zentrale Datenbank, die über alle unterhalb dieser TLD angesiedelten Second-Level-Domains administrative Informationen enthält, wie zum Beispiel Name und Adresse des jeweiligen Domain-Inhabers. Auf diese Datenbank kann über den Whois-Dienst zugegriffen werden.
Für den Betrieb der Server und der Datenbank wird von ICANN für jede Domain eine Organisation beauftragt, die in der Internet-Terminologie Domain Name Registry genannt wird. Für die .com-TLD beispielsweise ist das das Unternehmen VeriSign, für .de die DENIC. Eine derartige Registry ist außerdem für die Vergabe von direkt untergeordneten Second-Level-Domains zuständig (z. B. example.com). Diese Aufgabe wird allerdings oft an sogenannte Registrare delegiert (siehe hierzu auch: Domain-Registrierung).
Für jede TLD existieren Richtlinien, die die Vergabe von Second-Level-Domains regeln. Diese sind über die Websites der jeweiligen Registries abrufbar. Für einige TLDs existieren IDN-Sprachtabellen, in denen alle Sonderzeichen aufgelistet sind, die bei der Vergabe von Subdomains verwendet werden dürfen. So sind zum Beispiel bei .biz und .org deutsche Umlaute zulässig. Diese Tabellen werden von der IANA verwaltet und sind über die Websites der Registries einsehbar.

## Alternative Root-DNS
Es gibt im Internet auch Organisationen, die alternative Namensserver betreiben, über die zusätzlich zu den oben aufgeführten, quasi-offiziellen, vom ICANN kontrollierten TLDs weitere TLDs verfügbar sind. Ein entscheidender Nachteil dabei ist, dass solche Adressen für herkömmliche Internet-Nutzer nicht erreichbar sind. Auch werden sie von Suchmaschinen wie Google ignoriert. Ein weiterer Nachteil ist, dass die Namensräume zweier Betreiber kollidieren können, vor allem, wenn später weitere Top Level Domains eingeführt werden.
Das Projekt OpenNIC versucht, die alternativen Systeme zusammenzuführen, betrachtet jedoch die ICANN-TLDs als vorrangig und akzeptiert weder konfligierende noch private Namensräume. Die eigenen TLDs sind .glue, .indy, .geek, .null, .oss und .parody.

## Statistische Angaben
Im ersten Quartal 2025 lag die Gesamtanzahl registrierter Domains bei über 368 Millionen.
| TLD     | Registry                           | Domains [in Mio.] | Staaten                |
| ------- | ---------------------------------- | ----------------- | ---------------------- |
| .com    | VeriSign                           | 154,1             |                        |
| .de     | DENIC                              | 17,2              | Deutschland            |
| .net    | VeriSign                           | 12,4              |                        |
| .org    | PIR                                | 11,1              |                        |
| .cn     | CNNIC                              | 10,8              | Volksrepublik China    |
| .uk     | Nominet                            | 9,8               | Vereinigtes Königreich |
| .nl     | SIDN                               | 6,0               | Niederlande            |
| .ru     | CC for TLD RU                      | 5,7               | Russland               |
| .br     | CGI.br                             | 4,9               | Brasilien              |
| .fr     | afnic                              | 4,2               | Frankreich             |
| .au     | auDA                               | 4,1               | Australien             |
| .xyz    | Generation.XYZ                     | 3,8               |                        |
| .info   | Identity Digital                   | 3,7               |                        |
| .eu     | EURid                              | 3,6               | Europäische Union      |
| .shop   | GMO Registry Inc.                  | 3,5               |                        |
| .co     | .CO Internet S.A.S.                | 3,4               | Kolumbien              |
| .ca     | CIRA                               | 3,3               | Kanada                 |
| .it     | IIT-CNR                            | 3,2               | Italien                |
| .in     | NIXI                               | 3,1               | Indien                 |
| .top    | Jiangsu Bangning Group             | 3,0               |                        |
| .online | uneingeschränkt                    | 3,0               |                        |
| .ch     | SWITCH                             | 2,5               | Schweiz                |
| .pl     | NASK                               | 2,5               | Polen                  |
| .us     | NeuStar Inc.                       | 2,3               | Vereinigte Staaten     |
| .es     | Red.es                             | 2,1               | Spanien                |
| .jp     | Japan Registry Services            | 1,7               | Japan                  |
| .cc     | eNIC                               | 1,7               |                        |
| .store  | Store                              | 1,6               |                        |
| .be     | DNS Belgium                        | 1,6               | Belgien                |
| .site   | Site                               | 1,5               |                        |
| .at     | nic.at GmbH                        | 1,5               | Österreich             |
| .cz     | CZ.NIC                             | 1,4               | Tschechien             |
| .se     | Internet Infrastructure Foundation | 1,4               | Schweden               |
| .ir     | IRNIC                              | 1,4               | Iran                   |
| .za     | ZA Domain Name Authority           | 1,3               | Südafrika              |
| .dk     | Dansk Internet Forum               | 1,3               | Dänemark               |
| .biz    | NeuStar Inc.                       | 1,2               |                        |
| .vip    | Vip                                | 1,2               |                        |
| .tr     | ICANN                              | 1,3               | Türkei                 |
| .mx     | ITESM                              | 1,1               | Mexiko                 |

| TLD | Registry    | Domains    | Staaten       |
| --- | ----------- | ---------- | ------------- |
| .de | DENIC       | 16.414.258 | Deutschland   |
| .ch | SWITCH      | 2.476.712  | Schweiz       |
| .be | DNS Belgium | 1.657.745  | Belgien       |
| .at | nic.at      | 1.446.278  | Österreich    |
| .lu | dns.lu      | 102.511    | Luxemburg     |
| .li | SWITCH      | 69.694     | Liechtenstein |